# Too Many Broken Hearts
A Too Many Broken Hearts című dal az első kimásolt kislemez az ausztrál Jason Donovan első albumáról, mely 1989 márciusában jelent meg, és két hétig vezette a brit listát. A dalt a Stock Aitken Waterman trió írta, és ők voltak a producerek is. A videóklipet Beechworth, Victora-ban forgatták.
A dal az 1991-es Greatest Hits című gyűjteményes albumon is szerepel, valamint egy későbbi 2006-ban kiadott albumon is.

## Megjelenések
7"  Európa PWL Empire – 247 035-7 
1. "Too Many Broken Hearts" – 3:30
2. "Wrap My Arms Around You" – 3:40

12"  Franciaország CBS – CBS 654825 6 
1. "Too Many Broken Hearts" (remix club) – 5:45
2. "Wrap My Arms Around You" – 3:40
3. "Too Many Broken Hearts" (version instrumentale) – 3:28

## Minősítések
| Ország             | Minősítések | Dátum           | Hivatalos eladások |
| ------------------ | ----------- | --------------- | ------------------ |
| Franciaország      | ezüst       | 1989            | 200,000            |
| Egyesült Királyság | arany       | 1989. március 1 | 400,000            |

## Slágerlisták
| Slágerlista (1989)                                                     | Legjobb helyezések |
| ---------------------------------------------------------------------- | ------------------ |
| Ausztrália Australian ARIA Singles Chart                               | 7                  |
| Hollandia Dutch Mega Top 100                                           | 3                  |
| Franciaország French SNEP Singles Chart                                | 5                  |
| Németország German Singles Chart                                       | 16                 |
| Írország Ír slágerlista                                                | 1                  |
| Norvégia Norwegian Singles Chart                                       | 10                 |
| Spanyolország (AFYVE)                                                  | 10                 |
| Svédország Swedish Singles Chart                                       | 13                 |
| Svájc Swiss Singles Chart                                              | 27                 |
| Egyesült Királyság Brit kislemezlista                                  | 1                  |
| Amerikai Egyesült Államok Billboard Hot Dance Music/Maxi-Singles Sales | 39                 |

## Feldolgozások
- A dalt az angol punk rock zenekar Peter and the Test Tube Babies is felvette, és az 1990-ben megjelent Hit Factory című albumukon is szerepelt.
- A spanyol El Simbolo nevű dance-pop csoport is felvette ezt a dalt, és meg is jelent 1999-es No Pares című albumukon.
- 2012. május 21-én eXtatius elektronikus művész eurobeat stílusban adta elő a dalt, és tette közé a YouTube-on.
- Az ausztrál Tim Campbell saját feldolgozását jelentette meg 2018-as Electrifying 80s című albumára.